# 埃爾庫阿
埃爾庫阿（西班牙語：El Cuá），是尼加拉瓜的城鎮，位於該國北部，由希諾特加省負責管轄，面積637平方公里，海拔高度531米，2005年人口43,305，人口密度每平方公里67.98人。
13°22′3″N 85°40′24″W / 13.36750°N 85.67333°W